# Dram (đơn vị)
Dram (drachm viết theo tiếng tiếng Anh thay thế; ký hiệu apothecary ʒ hoặc; viết tắt dr):C-6–C-7 là một đơn vị đo khối lượng trong hệ thống cân lường Anh Mỹ và là đồng thời cả đơn vị đo khối lượng và một đơn vị đo thể tích trong hệ thống bào chế thuốc. Ban đầu nó vừa là đồng xu vừa là trọng lượng ở Hy Lạp cổ đại. Các đơn vị khối lượng được gọi một cách chính xác hơn như dram chất lỏng (fluid dram, fluidram), drachm chất lỏng (fluid drachm, fluidrachm) (viết tắt là fl dr, ƒ 3, hoặc fʒ).:C-17

## Đơn đo khối lượng của Anh
Đạo luật Cân đo Anh năm 1878 đã đưa ra xác minh và do đó việc dập các trọng số bào chế, khiến chúng trở thành đơn vị đo lường được công nhận chính thức. Đến năm 1900, Anh đã thi hành sự khác biệt giữa các phiên bản hệ thống cân lường Anh Mỹ và hệ thống bào chế thuốc bằng cách đánh vần khác nhau:
- dram hiện chỉ có nghĩa là dram trong hệ thống cân lường Anh Mỹ, bằng 1⁄16 của một ounce theo hệ thống cân lường Anh Mỹ là bằng 437.5 hạt, do đó tương đương với 27,34 hạt
- đơn vị đo lường trong hệ thống bào chế thuốc hiện nay là drachm, bằng 1⁄8 của một ounce theo hệ thống bào chế thuốc bằng với 480 hạt, do đó bằng 60 hạt

## Đơn vị đo khối lượng hiện đại
Trong hệ thống cân lường Anh Mỹ, dram là khối lượng của 1⁄256 pound hoặc 1⁄16 ounce.:C-6 Các dram nặng 875⁄32  hạt,:C-6 hoặc chính xác là 17718451953125 gram.:C-14
Trong hệ thống bào chế thuốc, được sử dụng rộng rãi tại Hoa Kỳ cho đến giữa thế kỷ 20, dram là khối lượng của 1⁄96 pound apothecaries (lb ap), hoặc 1⁄8 ounce apothecaries (oz ap hoặc ℥) :C-7 (pound apothecaries và ounce apothecaries tương đương với troy pound (lb t) và troy ounce (oz t), tương ứng).:C-6–C-7 Các dram apomthecaries bằng 3 val (s ap hoặc ℈) hoặc 60 hạt (gr),:C-7 hoặc chính xác là 38879346 gram.:C-14